# Théophile Marion Dumersan
Théophile Marion Dumersan est un dramaturge français, à la fois vaudevilliste, poète, chansonnier, librettiste, romancier, numismate et conservateur adjoint au Cabinet des médailles et antiques de la Bibliothèque royale, né à Plou le 4 janvier 1780 et mort dans l'ancien 2e arrondissement de Paris le 13 avril 1849.

## Biographie
Le vrai nom de sa famille était Marion. C'est son père qui, pour se distinguer de ses frères, avait pris celui de « du Mersan » d'après le nom d'un de ses domaines. En 1795, alors que sa famille est inquiétée par la Terreur, le jeune Théophile, qui aurait pris goût au théâtre en apprenant à lire dans Racine et Molière, trouve un emploi auprès d'Aubin-Louis Millin de Grandmaison, conservateur du Cabinet des médailles et antiques de la Bibliothèque royale. Avec son collègue Théodore-Edme Mionnet, futur membre de l'Académie des inscriptions et belles-lettres, il met au point un nouveau système de classification des médailles par ordre géographique et chronologique, travail qui lui vaut d'être nommé conservateur adjoint du Cabinet des médailles en 1842.
À l'âge de dix-huit ans, il débute au théâtre par Arlequin perruquier, ou Les Têtes à la Titus, une critique des modes et des mœurs du temps, et commence bientôt à alimenter les théâtres de boulevard. Il compose en deux ans pas moins de dix-huit pièces, dont L'Ange et le diable en 1799, drame en cinq actes qui connaît plus de cent représentations, chiffre prodigieux pour l'époque. Au total, il produit 238 pièces, dont plus de 50 à lui seul. Les autres sont issues d'une collaboration avec les meilleurs vaudevillistes parisiens, parmi lesquels Jean-Nicolas Bouilly, Nicolas Brazier, Pierre-Frédéric-Adolphe Carmouche, Marc-Antoine Désaugiers, Mélesville et Eugène Scribe. Son plus grand succès est Les Saltimbanques, une « farce désopilante » selon le Grand Dictionnaire universel du XIXe siècle, donnée au Théâtre des Variétés en 1838.
À côté de toute cette production, Dumersan trouve aussi le temps de rédiger des ouvrages de numismatique et d'histoire du théâtre, dont un lexique d'expressions théâtrales et d'argot des comédiens, le Manuel des coulisses. Vers la fin de sa vie, il publie plusieurs recueils de chansons. Il prépare, avec Noël Ségur, les Chansons nationales et populaires de France, parues en deux volumes en 1866.
Entre 1820 et 1835, il vit dans un pavillon situé au niveau du no 62 rue Raynouard.

## Chansons nationales et populaires de France

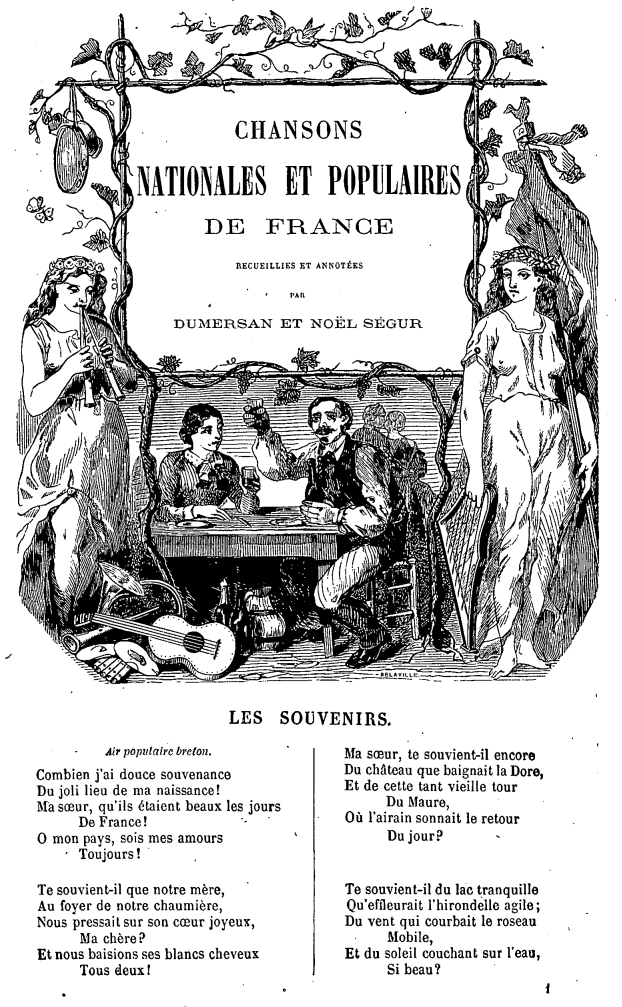
Frontispice
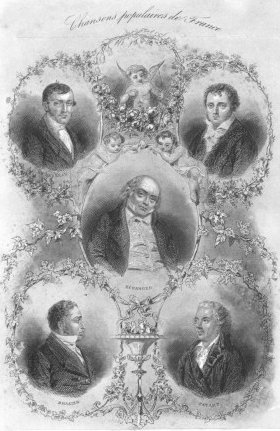
Les chansonniers (1) Au centre : Béranger. En haut à gauche : Émile Debraux. En bas à gauche : Brazier. En bas à droite : Favart.
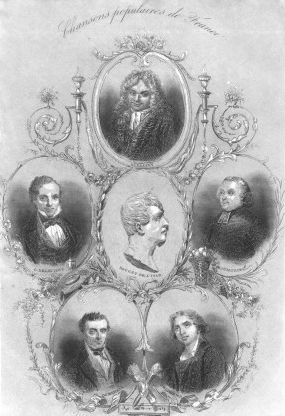
Les chansonniers (2) Au centre : Rouget de Lisle. À gauche : Delavigne.
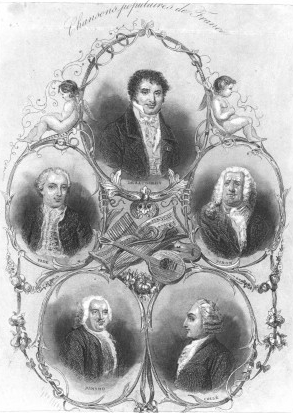
Les chansonniers (3) En haut : Désaugiers.
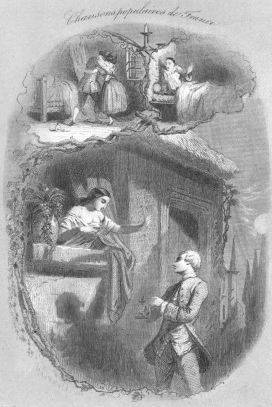
Au clair de la lune Illustration parue en 1866 dans les Chansons nationales et populaires de France.

- Les chansonniers (1)
Au centre : Béranger.
En haut à gauche : Émile Debraux.
En bas à gauche : Brazier.
En bas à droite : Favart.
- Les chansonniers (2)
Au centre : Rouget de Lisle.
À gauche : Delavigne.
- Les chansonniers (3)
En haut : Désaugiers.
- Au clair de la lune
Illustration parue en 1866 dans les Chansons nationales et populaires de France.

## Choix de publications

### Théâtre
- Les Bêtes savantes, folie burlesque en 1 acte et en vaudevilles de Théophile Marion Dumersan, Emmanuel Théaulon et Armand Dartois, Théâtre du Vaudeville, 10 juin 1813
- Le Nécessaire et le Superflu, comédie-vaudeville en 1 acte, avec Armand d'Artois, Paris, Théâtre du Vaudeville, 10 juillet 1813, lire en ligne sur Gallica
- 1816 : Les Deux Philiberte ou Sagesse et folie de Nicolas Brazier, Jean-Toussaint Merle et Théophile Marion Dumersan, Théâtre de la Porte-Saint-Martin, 18 octobre
- Les Cochers, tableau grivois, mêlé de vaudevilles, en 1 acte, avec Gabriel de Lurieu et Nicolas Brazier, Paris, Théâtre du Vaudeville, 10 octobre 1825, lire en ligne sur Gallica
- La Chambre de Suzon, comédie en 1 acte, mêlée de couplets, avec Pierre-Frédéric-Adolphe Carmouche et Charles-Augustin de Bassompierre Sewrin, Paris, Théâtre des Variétés, 15 décembre 1825, lire en ligne sur Gallica
- Les Paysans, ou l'Ambition au village, comédie en 1 acte, mêlée de couplets, avec Nicolas Brazier et Mélesville, Paris, Théâtre des Variétés, 28 février 1826, lire en ligne sur Gallica
- L'Auvergnate, ou la Principale Locataire, vaudeville en 1 acte, avec Nicolas Brazier et Gabriel de Lurieu, Paris, Théâtre du Vaudeville, 26 avril 1826, lire en ligne sur Gallica
- Les Écoliers en promenade, comédie-vaudeville en 1 acte, avec Nicolas Brazier et Gabriel de Lurieu, Paris, Théâtre des Variétés, 5 juillet 1826, lire en ligne sur Gallica
- Les Petites Biographies, comédie-vaudeville en 1 acte, avec Nicolas Brazier et Gabriel de Lurieu, Paris, Théâtre des Variétés, 29 août 1826, lire en ligne sur Gallica
- Les Passages et les Rues, ou la Guerre déclarée, vaudeville en 1 acte, avec Nicolas Brazier et Gabriel de Lurieu, Paris, Théâtre des Variétés, 7 mars 1827, lire en ligne sur Gallica
- Les Saltimbanques, comédie-parade en trois actes mêlée de couplets, avec Charles Voirin, Paris, Théâtre des Variétés, 23 janvier 1838, lire en ligne sur Gallica
- Les Moissonneurs de la Beauce, ou le Soldat laboureur, comédie villageoise en 1 acte, mêlée de couplets référence.
- La Canaille, comédie-vaudeville en 3 actes, avec Dumanoir, Théâtre des Variétés, 1839, lire en ligne sur Gallica

### Chansons
- Chants et chansons populaires de la France (3 volumes, 1843-1844)
- Chansons et rondes enfantines, recueillies et accompagnées de contes, notices, historiettes et dialogues, par Du Mersan, enrichies de la musique en regard par Gustave Jeane-Julien (1846)Texte en ligne
- Chansons sentimentales et romances d'amour, avec notices historiques et littéraires (1846)
- Chansons bachiques, grivoises et épicuriennes, avec notices historiques et littéraires (1846)
- Chansons nationales et républicaines, de 1789 à 1848, avec des notices historiques (1848)
- Chansons nationales et populaires de France, accompagnées de notes historiques et littéraires, avec Noël Ségur (2 volumes, 1866) Texte en ligne 1 2

### Numismatique
- Notice des monuments exposés dans le Cabinet des médailles et antiques de la Bibliothèque du roi, suivie d'une description des objets les plus curieux que renferme cet établissement, de notes historiques sur fondation, ses accroissements et d'un catalogue d'empreintes de pierres gravées (1819)
- Description des médailles antiques du cabinet de feu M. Allier de Hauteroche (1829)
- Éléments de numismatique, ou Introduction à la connaissance des médailles antiques, suivis de quelques détails sur la manière de supputer les monnaies anciennes et sur leur valeur (1833)
- Histoire du cabinet des médailles, antiques et pierres gravées, avec une notice sur la Bibliothèque royale, et une description des objets exposés dans cet établissement (1838) Texte en ligne

### Varia
- Poésies diverses (1822)
- Le Soldat laboureur, roman philosophique (3 volumes, 1822)
- L'Homme à deux têtes, histoire de Fernand-Carlos de Vargas, roman (2 volumes, 1825)
- Manuel des coulisses, ou Guide de l'amateur (1826)
- Histoire du théâtre de l'Odéon (1841)
- Mémoires de Mlle Flore [Corvée], artiste du théâtre des Variétés (en collaboration, 3 volumes, 1845)

## Distinctions
- Chevalier de la Légion d'Honneur (décret du 27 avril 1833). Parrain : François Guizot, Ministre de l'Instruction publique[6].